# Медівник новобританський
Медівни́к новобританський (Philemon cockerelli) — вид горобцеподібних птахів родини медолюбових (Meliphagidae). Ендемік Папуа Нової Гвінеї.

## Підвиди
Виділяють два підвиди:
- P. c. umboi Hartert, E, 1926 — острів Умбой[en];
- P. c. cockerelli Sclater, PL, 1877 — острів Нова Британія.

## Поширення і екологія
Новобританські медівники живуть у рівнинних і гірських вологих тропічних лісах та на плантаціях.